# Негарь
Негарь — озеро в Рязанской области России. Расположено на западе Клепиковского района близ границы с Московской областью. Площадь озера — 78 Га.

## Физико-географическая характеристика
Озеро расположено в труднодоступной болотистой местности.
Решением Рязанского облисполкома «О признании водных объектов памятниками природы» от 30 декабря 1974 г. № 366 озеро признано памятником природы регионального значения.
Основными охраняемыми видами являются занесённый в Красную книгу Российской федерации сорокопут серый и занесённые в Красную книгу Рязанской области очеретник белый, пальчатокоренник пятнистый, шмель Шренка, лягушка травяная, ящерица живородящая, жаворонок лесной.
Озеро находится на территории национального парка «Мещерский».